# فابریتزیو دوناتو
فابریتزیو دوناتو (ایتالیایی: Fabrizio Donato؛ زادهٔ ۱۴ اوت ۱۹۷۶) ورزشکار پرش سه‌گام اهل ایتالیا بود.
وی در مسابقات کشوری و بین‌المللی در مجموع برندهٔ ۶ مدال طلا، ۵ مدال نقره، ۱ مدال برنز شده‌است.